# Griboald de Toul
Griboald († 739 (?)) ou Garibald(e) est le vingt-deuxième évêque de Toul.

## Biographie
L'évêque Griboald succéda à Dodo vers 706. Il était le fils de Wulfoalde, seigneur riche et puissant, et fondateur de l'abbaye de Saint Mihiel que Pépin le Bref lui confisqua pour avoir pris contre lui le parti du roi Childéric. Il fut élu évêque de Toul du consentement unanime de tous les ordres, c'est-à-dire du Roi, du peuple et du clergé. Childéric III, alors régnant, lui fit présent sur les instances de la Reine son épouse, de la propriété de l'abbaye de Montier en Der et de plusieurs villages situés près de la rivière de Saulx. Cet évêque lui-même fit don à son Église de tous les biens patrimoniaux qu'il possédait à Tranqueville, à Aroffe et Riboldi-villam.
Garibald, dit le père Benoît, souffrit quelques persécutions de la part du duc Arnoul au sujet des limites du territoire de Liverdun. Plusieurs grands seigneurs prirent sa défense et engagèrent le duc à s'accommoder par arbitrage avec ce prélat. Le comte Amalric fut nommé de la part du Roi pour en juger, ce qu'il fit à l'avantage de l'Église de Toul.
Il mourut vers 739 (ou 735 ?). Son successeur a été l'évêque Godon.